# Cupriavidus pauculus
Cupriavidus pauculus es un bacteria gram-negativa no fermentativa del género Cupriavidus de la familia Burkholderiaceae aislada en agua de sistemas de ultrafiltración y agua mineral embotellada. C. pauculus se asocia con infecciones humanas.